# Gareila charlottae
Gareila charlottae là một loài tò vò trong họ Ichneumonidae.